# ڀ
ڀ‬ – litera rozszerzonego alfabetu arabskiego, wykorzystywana w języku sindhi. Używana jest do oznaczenia dźwięku [bʰ], tj. spółgłoski zwartej dwuwargowej dźwięcznej z przydechem. 

## Postacie litery
| Postać: | izolowana | końcowa | środkowa | początkowa |
| ------- | --------- | ------- | -------- | ---------- |
| Wygląd: | ڀ‬         | ـڀ‬      | ـڀـ‬      | ڀـ‬         |

## Kodowanie
| Znak                   | ڀ                   | ڀ                   |
| ---------------------- | ------------------- | ------------------- |
| Nazwa w Unikodzie      | Arabic Letter Beheh | Arabic Letter Beheh |
| Kodowanie              | dziesiątkowo        | szesnastkowo        |
| Unicode                | 1664                | U+0680              |
| UTF-8                  | 218 128             | da 80               |
| Odwołania znakowe SGML | &#1664;             | &#x0680;            |